# Anca Grigoraş

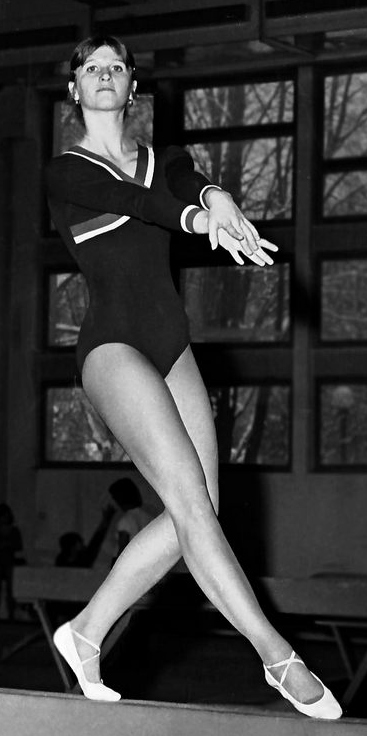
Anca Grigoraș

Anca Grigoraş (Comăneşti, 8 de novembro de 1957) é uma ex-ginasta romena que competiu em provas de ginástica artística.
Anca fez parte da equipe romena que disputou os Jogos Olímpicos de Munique, em 1972, na Alemanha e dos Jogos Olímpicos de Montreal, em 1976, no Canadá.

## Carreira
Iniciou no desporto aos oito anos de idade, treinando no Dinamo Bucharest. Aos onze, entrou para a equipe nacional, estreando em competições aos treze. Em 1972, competiu no Campeonato Internacional Romeno, no qual foi quinta colocada no individual geral. Após, disputou os Jogos Olímpicos de Munique. Neles, fora sexta colocada na prova coletiva e 29ª na prova individual, somando 72,850 pontos. No ano posterior, participou do Campeonato Europeu de Londres. Nele, foi medalhista de bronze na trave; em prova vencida pela soviética Ludmilla Tourischeva, e finalista no individual geral (9º) e nas barras assimétricas (6º). No Estados Unidos vs Romênia, terminou com a medalha de ouro por equipes e a sexta no geral.
Em 1974, competiu no Mundial de Varna, no qual fora quarta colocada na disputa coletiva e 12ª no concurso geral. Dois anos depois, Anca competiu novamente nos Estados Unidos vs Romênia, sendo ouro por equipes e nona no geral. Em julho, competiu ao lado de Nadia Comaneci, Mariana Constantin, Georgeta Gabor, Gabriela Trusca e Teodora Ungureanu nos Jogos Olímpicos de Montreal. Neles, fora medalhista de prata na disputa coletiva, superada pelas soviéticas, e nona colocada na prova geral individual, em prova vencida pela compatriota Comaneci. Dois anos depois, disputou o Campeonato Nacional Romeno, no qual fora medalhista de bronze no evento geral. Ainda em 1978, disputou o Mundial de Estrasburgo, no qual fora vice-campeã na prova coletiva, novamente superada pelas soviéticas. No ano seguinte, participou dos Jogos Universitários de Cidade do México, sendo vice-campeã na prova coletiva e na trave e medalhista de bronze nas paralelas assimétricas. Após a realização do evento, Grigoras anunciou oficialmente sua aposentadoria do desporto, passando a dedicar-se a carreira de árbitra da modalidade artística. Em seguida, exerceu o cargo de diretora técnica da Federação Internacional de Ginástica (FIG). Em 2005, casada, deu à luz uma menina, Irina.

## Principais resultados
| Ano  | Evento                                    | AA                | Equipe           | Salto sobre o cavalo | Trave             | Barras assimétricas | Solo |
| ---- | ----------------------------------------- | ----------------- | ---------------- | -------------------- | ----------------- | ------------------- | ---- |
| 1972 | Campeonato Internacional Romeno           | 5º                |                  |                      |                   |                     |      |
| 1972 | Jogos Olímpicos                           | 29º               | 6º               |                      |                   |                     |      |
| 1973 | Campeonato Europeu                        | 9º                |                  |                      | Medalha de bronze | 6º                  |      |
| 1974 | Campeonato Mundial de Ginástica Artística | 12º               | 4º               |                      |                   |                     |      |
| 1975 | Balkan Championships                      | Medalha de ouro   | Medalha de ouro  |                      |                   |                     |      |
| 1976 | Estados Unidos vs Romênia                 | 9º                | Medalha de ouro  |                      |                   |                     |      |
| 1976 | Campeonato Naiconal Romeno                | Medalha de bronze |                  |                      |                   |                     |      |
| 1976 | Jogos Olímpicos                           |                   | Medalha de prata |                      |                   |                     |      |
| 1977 | Romênia vs Grã-Bretanha                   | Medalha de ouro   | Medalha de ouro  |                      |                   |                     |      |
| 1978 | Campeonato Nacional Romeno                | Medalha de bronze |                  |                      |                   |                     |      |
| 1978 | Campeonato Mundial de Ginástica Artística | 25º               | Medalha de prata |                      |                   |                     |      |
| 1979 | Jogos Universitários                      | 4º                | Medalha de prata |                      | Medalha de prata  | Medalha de bronze   |      |